# Karibische Küche

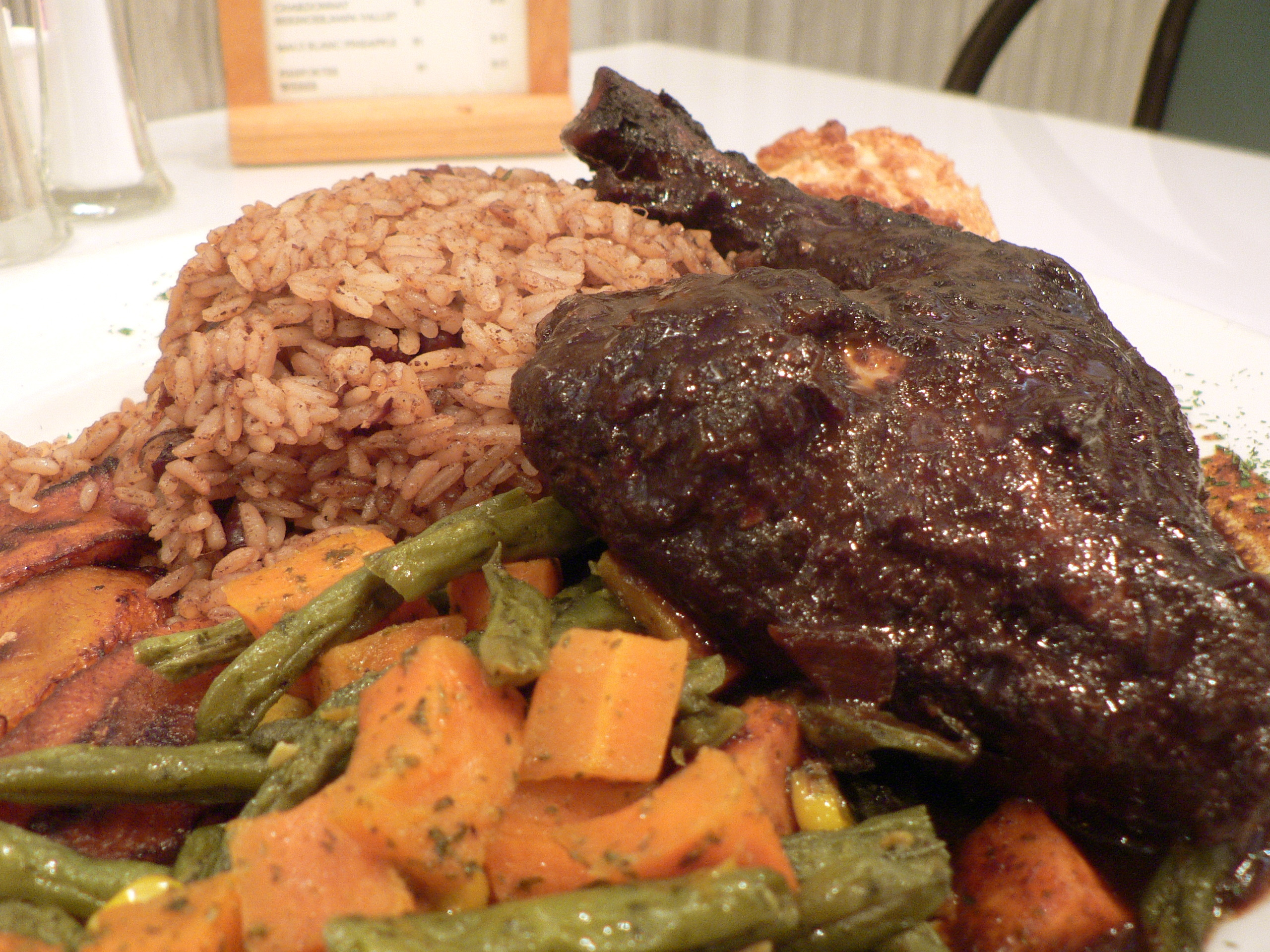
„Jerk Chicken“ – Gebackenes Hähnchen mit Jerk-Würzmischung, mit Reis, Kochbananen, Karotten und Grünen Bohnen

Dieser Artikel behandelt die karibische Küche. Im engeren Sinne ist damit die typische Küche der Karibischen (Westindischen) Inseln gemeint. Im weiteren Sinne wird jedoch auch die Küche der angrenzenden Küstengebiete der gesamten Karibik damit bezeichnet.
In der Küche der Karibik haben die Arawak und Kariben, die diese Region vor der Landung der Europäer besiedelten, ebenso ihre Spuren hinterlassen wie die Kolonialmächte (Großbritannien, Spanien, Frankreich, Niederlande). Sklaven aus Afrika sowie Inder, die im 19. und 20. Jahrhundert als Arbeitskräfte geholt wurden, brachten Einflüsse aus ihren jeweiligen Heimatregionen ein.
Auch wenn allgemein der Begriff karibische Küche als Oberbegriff verwendet wird, hat die unterschiedliche Geschichte der einzelnen Inseln und Küstenregionen zu eigenen lokalen und regionalen Küchen geführt, die sich trotz vieler Gemeinsamkeiten unterscheiden. Dabei darf nicht außer Acht gelassen werden, dass der Großteil der Menschen über die Jahrhunderte hinweg arm war und Armut selbst heute noch ein Problem in vielen Teilen der Karibik ist.
Daneben hat sich allerdings auch eine gehobene Küche entwickelt, die auf die internationale Küche ausstrahlt und umgekehrt von ihr beeinflusst wird. Im Zeitalter von Großkonzernen wie McDonald’s hat das standardisierte Fastfood allerdings auch in der Karibik Einzug gehalten. In manchen Gegenden (etwa auf den Amerikanischen Jungferninseln) hat es die althergebrachte Küche fast verdrängt.

## Typische Zutaten
Die Nähe zum Meer bedingt, dass Fisch und Schalentiere fast überall eine wesentliche Rolle spielen. Weit verbreitet ist gesalzener Fisch, früher ein typisches Essen für Sklaven. Tropische und subtropische Obst- und Gemüsesorten sind in großer Vielfalt verfügbar, vor allem auch zahlreiche Chilis. Die große Anzahl einheimischer Chilisorten (z. B. der extrem scharfe Habanero oder der Scotch Bonnet (auch 'Goat Chili')) verleiht vielen karibischen Speisen eine feurige Schärfe. Die Chilis werden oft in Pfeffersaucen verwendet.
Daneben finden sich auch Obst- und Gemüsesorten europäischer Herkunft. Vor allem Hülsenfrüchte werden viel verzehrt. Reis, Süßkartoffeln, Maniok, Yams, Kartoffeln und Kochbananen dienen als Beilage. Typisch ist auch die Verwendung von Okra und von Bohnen.
An Haustieren findet sich fast alles, was auch aus Europa bekannt ist, jedoch kein europäisches Wild. Dafür werden gelegentlich einheimische Wildtiere verzehrt (z. B. Leguan oder Aguti).
Die starke Dominanz des Zuckerrohranbaus hat nicht nur den Zucker, sondern auch den daraus hergestellten Rum zum Symbol der Karibik werden lassen. Daneben finden auch Melasse (Zuckersirup) und der ausgepresste Saft des Zuckerrohrs Verwendung in der Küche. Auf Hispaniola wird ein traditionelles Getränk Mamajuana hergestellt, welches vorwiegend aus Rum, Honig und einer Mischung von Hölzern und Kräutern besteht und als Digestif oder Heilschnaps verwendet wird.

### Typische Gewürze
Neben einheimischen Gewürzen wie Piment und Langer Koriander (culantro) spielen vor allem die auf Grenada kultivierte Muskatnuss und Ingwer eine große Rolle. Weit verbreitet sind auch Nelken und Zimt. Als besonderes Kennzeichen der karibischen Küche gilt aber die Verwendung zahlreicher scharfer Chilis. Ostindische Einflüsse haben zur Einführung von Relishes und Chutneys als Beilage zur Reisgerichten und zu Currys geführt. Die bekannteste indische Gewürzmischung, die in der Karibik verwendet wird, ist garam masala aus Koriander, Anis, Nelken, Fenchel, Kumin, Kardamom, Sesam, schwarzem Pfeffer, Zimt, Muskat und Lorbeer. Weitere typische Würzzutaten sind grüner Pfeffer, Zwiebeln, Knoblauch und eine Paste aus Tomaten.
Eine verbreitete karibische Würzsauce heißt Sofrito und besteht aus Pfeffer, Kräutern, Olivenöl und Annatto. Man unterscheidet red sofrito aus roten Gemüsepaprikas und/oder Tomaten und green sofrito aus grünen Paprikas. In Puerto Rico werden die meisten Hauptgerichte entweder mit sofrito oder mit der Kräuter- und Gewürzmischung Adobo gewürzt. In Kuba ist Adobo dagegen eine Marinade für Fleisch, die Orangen- oder Limettensaft enthält. Eine Würzsauce aus Bitterorangen heißt hier mojo.
In der französisch beeinflussten Karibik wird zu Fisch, Meeresfrüchten und Geflügel bei Tisch Sauce chien gereicht, die ziemlich scharf ist und vor allem aus Gemüse besteht. Eine scharfe Sauce auf der Basis von Essig heißt hier picklese. In der gesamten Karibik wird scharfes Olivenöl (fire oil) verwendet, für das Chilischoten in Öl eingelegt werden.

## Cocktails
Bekannt ist die Karibik auch für ihre Cocktails.
Bekannte Cocktails:
- Daiquiri
- Mojito
- Piña Colada